# سبنسر أبوت (لاعب كرة قاعدة)
سبنسر أبوت (بالإنجليزية: Spencer Abbott)‏ هو لاعب كرة قاعدة أمريكي، ولد في 27 أغسطس 1877، وتوفي في 18 ديسمبر 1951.